# Список глав государств в 1589 году
| 1588 ← Список глав государств по годам → 1590 |

## Азия
- Бруней — Мухаммад Хассан, султан (1582—1598)
- Бухарское ханство — Абдулла II, хан (1583—1598)
- Великих Моголов империя — Акбар I Великий, падишах (1556—1605)
- Грузинское царство — 
  -  Гурийское княжество — Гиорги II (III) Гуриели, князь (1564—1583, 1587—1600)
  -  Имеретинское царство — 
    - Ростом, царь (1588—1589, 1590—1605)
    - Баграт IV, царь (1589—1590)

  -  Кахетинское царство — Александр II, царь (1574—1601, 1602—1605)
  -  Картлийское царство — Симон I Великий, царь (1556—1569, 1578—1600)
  -  Мегрельское княжество — Мамиа IV Дадиани, князь (1573—1578, 1582—1590)
  - Самцхе-Саатабаго — Манучар II, атабег (1581 — 1614)
- Дайвьет — 
  - Мак Мау Хоп, император (династия Мак, на севере) (1562—1592)
  - Ле Тхе-тонг, император (династия Ле, на юге) (1573—1599)
- Индия —
  - Амбер (Джайпур) — 
    - Бхагван Дас, раджа[кат.] (1574—1589)
    - Ман Сингх I, раджа[кат.] (1589—1614)

  - Араккал[англ.] — Али, али раджа[англ.] (1545—1591)
  - Ахмаднагарский султанат — 
    - Миран Хусайн Низам-шах II, султан (1588—1589)
    - Исмаил Низам-шах, султан (1589—1591)

  - Ахом — Сукхаамфа, махараджа[англ.] (1552—1603)
  - Бидарский султанат — Касим Барид-шах II, султан (1587—1591)
  - Биджапурский султанат — Ибрагим Адил Шах II, султан (1580—1627)
  - Биканер — Раи Сингх I, раджа[англ.] (1574—1612)
  - Бунди — Бхож Сингх, раджа (1585—1608)
  - Бхавнагар — Висожи Сартанжи, раджа (1570—1600)
  - Виджаянагарская империя — Венкатапати II, махараджадхираджа (1586—1614)
  - Голконда — Мухаммад Кули Кутб-шах, султан[англ.] (1580—1611)
  - Гулер[англ.] — Джагдиш Чанд, раджа[англ.] (1570—1605)
  - Джайнтия[англ.] — Пратап Раи, раджа[англ.] (1580—1596)
  - Джайсалмер — Бхим Сингх, раджа (1578—1624)
  - Джалавад (Дрангадхра) — Чандрасинхжи Раисинжи, сахиб (1584—1628)
  - Дженкантал[англ.] — Хари Сингх, раджа[кат.] (1530—1594)
  - Джхабуа — Кешо Дас, раджа (1584—1607)
  - Дунгарпур — Саха Маль, раджа (1580—1606)
  - Кач — Бхармалджи I, раджа (1585—1631)
  - Качари — Яшо Нарайян (Сатрудаман), царь (1583—1601)
  - Кашмир — 
    - Якуб-шах, султан (1586—1589)
    - в 1589 году завоеван Великими Моголами

  - Келади[англ.] — Хирия Венкатаппа Найяка, раджа[англ.] (1586—1629)
  - Кочин — Кешава Рама Варма, махараджа (1565—1601)
  - Куч-Бихар — Лакшми Нарайян, раджа (1586—1621)
  - Ладакх — Тсеван Намгьял, раджа[англ.] (ок.1575 — ок.1595)
  - Майсур — Раджа Водеяр I, махараджа (1578—1617)
  - Манди — Нарайн Сен, раджа (1575—1595)
  - Манипур — Мугьямба, раджа[англ.] (1562—1597)
  - Марвар (Джодхпур) — Удаи Сингх, раджа (1583—1595)
  - Мевар — Пратап Сингх I, махарана (1572—1597)
  - Наванагар — Сатаджи Вибхаджи, джам (1569—1608)
  - Орчха — Мадхукаршах, раджа (1554—1592)
  - Пратабгарх — Теж Сингх, махараджа (1564—1593)
  - Рева — Рамчандра Сингх, раджа (1555—1592)
  - Самбалпур[англ.] — Джаи Сингх, раджа[англ.] (1578—1611)
  - Синд (династия Тархан) — Жани Бег Тархан, мирза[англ.] (1585—1599)
  - Сирохи — Султан Сингх I, раджа (1572—1610)
  - Сонепур — Мадан Гопал Сингх Део, раджа (1556—1606)
  - Сукет — Удаи Сен, раджа (1560—1590)
  - Танджавур — Ашутхаппа Найяк, раджа (1580—1614)
  - Хандешский султанат — Адил-шах IV, султан (1576—1597)
  - Чамба — 
    - Вир Вахну Верман, раджа (1586—1589)
    - Балбхадра Верман, раджа (1589—1613)

  - Читрадурга[англ.] — Мадакари Найяка I, найяк[англ.] (1588—1602)
  - Читрал — Мухтаррам Шах Катор I, мехтар (1585—1655)
- Индонезия —
  - Аче — 
    - Али Риаят Шах II (Бийонг), султан (1585/1586—1589)
    - Алауддин Риаят Шах Саид аль-Мукаммал, султан (1589—1604)

  - Бантам — Мулана Мухаммад, султан (1580—1596)
  - Бачан — Алауддин I, султан[англ.] (1581 — ок. 1609)
  - Калиньямат[англ.] — Пангеран Арья Жепара, султан[англ.] (1579—1599)
  - Матарам — Сенопати, султансултан (1587—1601)
  - Сулу — Мухаммад уль-Халим, султан[англ.] (1568—1596)
  - Тернате — Саид Баракат Шах, султан (1583—1606)
  - Тидоре — Гапи Багуна, султан[англ.] (ок. 1582—1599)
  - Чиребон[англ.] — Панембахан Рату, султан[англ.] (1570—1649)
- Иран (Сефевиды) — Аббас I Великий, шахиншах (1587—1629)
  -  Каркия — Ахмад-хан, амир (1538—1592)
  -  Падуспаниды — 
    - Мохаммад ибн Джахангир, малек (в Кожуре) (1568—1590)
    - Джахангир III, малек (в Нуре) (1586—1593/1594)
- Казахское ханство — Тауекель, хан (1582—1598)
- Камбоджа — Чеи Четтха I, король[англ.] (1576—1594)
- Китай (Империя Мин)  — Ваньли (Чжу Ицзюнь), император (1572—1620)
- Лансанг  — междуцарствие (1583—1591)
- Малайзия — 
  - Джохор — Али Джалла Абдул Джалил-шах II, Султан[англ.] (1571—1597)
  - Кедах — Муджаффар Шах III, султан[англ.] (1547—1602)
  - Келантан — Адил уд-дин ибн аль-Мархум, султан[англ.] (1579—1597, 1602—1605)
  - Паттани — Рату Хиджау, королева (1584—1616)
  - Паханг — Мансур-шах II, султан (1555—1590)
  - Перак — Тадж ал-Арифин-шах, султан (1584—1594)
- Мальдивы — Дон Жоао, султан (1583—1603)
- Могулистан — Мухаммад III, хан (в Восточном Могулистане)  (1588—1591)
- Могулия (Яркендское ханство) — Абд ал-Карим, хан  (1559—1591)
- Монгольская империя (Северная Юань) — Тумэн-Дзасагту, великий хан (1557—1592)
- Мьянма — 
  - Аракан (Мьяу-У) — Мин Палаун, царь[англ.] (1572—1593)
  - Таунгу — Нанда Беин, царь[англ.]  (1581—1599)
- Непал (династия Малла) —
  - Бхактапур — Трелокья Малла, раджа[англ.] (1560—1613)
  - Катманду (Кантипур) — Шивасимха Малла, раджа[англ.] (1583—1620)
  - Лалитпур — Садашива Малла, раджа[англ.] (ок.1580 — ок.1600)
- Ногайская Орда — Урус, бий (1578—1590)
- Оман — Абдалла ибн Мухаммед, имам (1560—1624)
- Османская империя — Мурад III, султан (1574—1595)
  - Рамазаногуллары (Рамаданиды) — 
    - Ибрагим III, бей (1569—1589)
    - Мехмед II, бей (1589—1594)
- Рюкю — Сё Нэй, ван (1588—1620)
- Сибирское ханство — Кучум, хан (1563—1598)
- Таиланд — 
  - Аютия — Маха Таммарача (Санпхет I), король (1569—1590)
  - Ланнатай — Ноэратха Минсо, король[англ.] (1579—1607/1608)
- Тибет — Нгаванг Дракпа Гяльцен, гонгма[англ.] (1554—1556/1557, 1576—1603/1604)
- Филиппины — 
  - Магинданао — Гугу Сарикула, султан (1585—1597)
- Хивинское ханство (Хорезм) — Хаджи Мухаммад, хан (1558—1603)
- Чосон  — Сонджо, ван (1567—1608)
- Шри-Ланка — 
  - Джафна — Пувираджа Пандарам, царь[фр.] (1561—1565, 1582—1591)
  - Канди — Раясинха I, царь[англ.] (1581—1591)
  - Котте — Дхармапала, царь (1551—1597)
  - Ситавака — Раясинха I, царь (1581—1593)
- Япония — Го-Ёдзэй (Катахито), император (1586—1611)

## Америка
- Новая Испания — Альваро Манрике де Суньига, вице-король (1585—1590)
- Перу — Фернандо Торрес де Португаль, вице-король (1585—1589)

## Африка
- Аусса — Сабраддин Адан, имам (1585—1613)
- Багирми — Абдалла, султан (1568—1608)
- Бамум — Нгоу II, мфон (султан)[англ.] (1568—1590)
- Бени-Аббас[англ.] — Ахмед Амокран, султан[фр.] (1559—1600)
- Бенинское царство — Эхенгбуда, оба[англ.] (1580—1602)
- Борну — Идрис Алаума, маи[нем.] (1564—1596)
- Буганда — Сууна I, кабака (ок. 1584 — ок. 1614)
- Варсангали[англ.] — Абдаль, султан[кат.] (1585—1612)
- Вогодого — Сана, нааба (ок. 1580 — ок. 1600)
- Гаро (Боша) — Амбираж, тато[англ.] (1567— ок. 1600)
- Джолоф — Лат-Самба, буур-ба[англ.] (1566—1597)
- Имерина — Раламбо, король[англ.] (1575—1612)
- Кайор — Амари I, дамель (1549—1593)
- Кано[англ.] — Мухаммад Заки, султан[англ.] (1582—1618)
- Каффа — неизвестный царь (ок. 1565 — ок. 1605)
- Конго — Альваро II, маниконго[англ.] (1587 — 1614)
- Мали — междуцарствие (неизвестный манса) (1559 — ок. 1590)
- Марокко (Саадиты) — Ахмад II аль-Мансур, султан (1578—1603)
- Массина — Хаммади II, ардо (1583—1603)
- Мутапа — 
  - Негомо Чирисамхуру, мвенемутапа[англ.] (1560—1589)
  - Гатси Русере, мвенемутапа[англ.] (1589—1623)
- Ндонго — Нгола Киломбо киа Касенда, нгола[англ.] (1575—1592)
- Нри[англ.] — Агу, эзе[англ.] (1583—1676)
- Руанда — Кигели II, мвами (1576—1609)
- Салум — Маад Малеотан Диуф, маад (1567—1612)
- Свазиленд — Дламини II, вождь (ок. 1555 — ок. 1600)
- Сеннар — Тайиб (Табль), мек (1588—1592)
- Сонгай — Аския Исхак II, император (1588—1591)
- Твифо-Хеман (Акваму)[англ.] — Асаре, аквамухене (ок. 1580 — ок. 1595)
- Эфиопия — Сэрцэ-Дынгыль (Малак-Сагад I, император (1563—1597)

## Европа
- Англия — Елизавета I, королева (1558—1603)
- Андорра —
  - Генрих III, король Наварры, князь-соправитель (1572—1610)
  - Андрес Капелья, епископ Урхельский, князь-соправитель (1588—1609)
- Валахия — Михня II Турок (Таркитул), господарь (1577—1583, 1585—1591)
- Венгрия — Рудольф II, король (1576—1608)
- Дания — Кристиан IV, король (1588—1648)
- Ирландия —
  - Десмонд — Домналл Маккарти, король (1558—1596)
  - Тир Эогайн — Турлох Луйнех О’Нилл, король (1567—1593)
- Испания — Филипп II, король (1556—1598)
- Италия —
  - Венецианская республика — Паскуале Чиконья, дож (1585—1595)
  - Гвасталла — Ферранте II Гонзага, граф (1575—1621)
  - Генуэзская республика — 
    - Давидо Вакка, дож (1587—1589)
    - Баттиста Негроне, дож (1589—1591)

  - Мантуя — Винченцо I Гонзага, герцог (1587—1612)
  - Масса и Каррара — Альберико I, князь (1568—1623)
  - Монтекьяруголо — Помпонио Торелли, граф (1545—1608)
  - Пармское герцогство — Алессандро Фарнезе, герцог (1586—1592)
  - Пьомбино — 
    - Алессандро Аппиани, князь (1585—1589)
    - Якопо VII Аппиани, князь (1589—1603)

  - Тосканское герцогство — Фердинандо I, великий герцог (1587—1609)
  - Урбино — Франческо Мария II делла Ровере, герцог (1574—1621, 1623—1631)
  - Феррара, Модена и Реджо — Альфонсо II д’Эсте, герцог (1559—1597)
- Крымское ханство — Газы II Герай, хан (1588—1596, 1596—1607)
- Молдавское княжество — Пётр VI Хромой, господарь (1574—1577, 1578—1579, 1583—1591)
- Монако — 
  - Карл II, сеньор (1581—1589)
  - Эркюль, сеньор (1589—1604)
- Наварра — Генрих III, король (1572—1610)
- Нидерланды (Республика Соединённых провинций) — Мориц Оранский, штатгальтер (1585—1625)
- Норвегия — Кристиан IV, король (1588—1648)
- Папская область — Сикст V, папа (1585—1590)
- Португалия — Филипп I (король Испании Филипп II), король (1581—1598)
- Речь Посполитая — Сигизмунд III Ваза, король Польши и великий князь Литовский (1587—1632)
  -  Курляндия и Семигалия —
    - Фридрих, герцог (1587—1595, 1617—1642)
    - Вильгельм, герцог (1587—1595)
- Русское царство — Фёдор Иванович, царь (1584—1598)
- Священная Римская империя — Рудольф II, император (1576—1612)
  - Австрия — Рудольф V (император Рудольф II), эрцгерцог (1576—1608)
    - Внутренняя Австрия — Карл II, эрцгерцог (1564—1590)
    - Передняя Австрия и Тироль — Фердинанд II, эрцгерцог (1564—1595)

  - Ангальт — 
    - Иоганн Георг I, князь (1586—1603)
    - Кристиан I, князь (1586—1603)
    - Бернард, князь (1586—1596)
    - Август, князь (1586—1603)
    - Рудольф, князь (1586—1603)
    - Иоганн Эрнст, князь (1586—1601)
    - Людвиг I, князь (1586—1603)

  - Ансбах — Георг Фридрих, маркграф (1543—1603)
  - Бавария — Вильгельм V Благочестивый, герцог (1579—1597)
  - Баден —
    - Баден-Баден — Эдуард Фортунат, маркграф (1588—1596)
    - Баден-Дурлах — Эрнст Фридрих, маркграф (1584—1604)
    - Баден-Родемахерн[нем.] — Филипп III, маркграф[нем.] (1588—1620)
    - Баден-Хахберг — Якоб III, маркгрвф (1584—1590)

  - Байрет (Кульмбах) — Георг Фридрих, маркграф (1553—1603)
  - Бранденбург — Иоганн Георг, курфюрст (1571—1598)
  - Брауншвейг —
    - Брауншвейг-Вольфенбюттель — 
      - Юлий, герцог (1568—1589)
      - Генрих Юлий, герцог (1589—1613)

    - Брауншвейг-Грубенхаген — Вольфганг, герцог (1567—1595)
    - Брауншвейг-Люнебург — Вильгельм Младший, герцог (1559—1592)

  - Вальдек —
    - Вальдек-Вилдунген — Вильгельм Эрнст, граф (1585—1598)
    - Вальдек-Ландау — Франц III, граф (1579—1597)
    - Вальдек-Эйсенберг — 
      - Кристиан, граф (1588—1607)
      - Вольрад IV, граф (1588—1607)

  - Восточная Фризия —
    - Эдцард II, граф (1540—1599)
    - Иоганн, граф (1528—1591)

  - Вюртемберг — Людвиг III, герцог (1568—1593)
  - Ганау —
    - Ганау-Лихтенберг — Филипп IV, граф[англ.] (1538—1590)
    - Ганау-Мюнценберг — Филипп Людвиг II, граф[англ.] (1580—1612)

  - Гессен —  
    - Гессен-Дармштадт — Георг I, ландграф (1567—1596)
    - Гессен-Кассель — Вильгельм IV, ландграф (1567—1592)
    - Гессен-Марбург — Людвиг IV, ландграф (1567—1604)

  - Гогенцоллерн-Гехинген — Эйтель Фридрих IV, граф (1576—1605)
  - Гогенцоллерн-Зигмаринген — Карл II, граф (1576—1606)
  - Гогенцоллерн-Хайгерлох — Кристоф, граф (1576—1592)
  - Гольштейн-Готторп — Филипп, герцог (1587—1590)
  - Гольштейн-Пиннеберг — Адольф XIV, граф (1576—1601)
  - Кёльнское курфюршество — Эрнст Баварский, курфюрст (1583—1612)
  - Лотарингия — Карл III, герцог (1545—1608)
  - Майнцское курфюршество — Вольфганг фон Дальберг, курфюрст (1582—1601)
  - Мекленбург —
    - Мекленбург-Гюстров — Ульрих, герцог (1555—1603)
    - Мекленбург-Шверин[англ.] — Иоганн VII, герцог (1576—1592)

  - Монбельяр — Фридрих Вюртембергский, граф (1558—1608)
  - Нассау —
    - Нассау-Вейльбург — 
      - Альберт, граф (1559—1593)
      - Филипп IV, граф (1559—1602)

    - Нассау-Висбаден-Идштейн[нем.] — Иоганн Людвиг I, граф (1568—1596)
    -  Нассау-Дилленбург[англ.] — Иоганн VI, граф (1559—1606)
    - Нассау-Саарбрюккен — Филипп III (Филипп IV Нассау-Вилбургский), граф (1574—1602)

  - Ольденбург — Иоганн VII, граф (1573—1603)
  - Померания —
    - Померания-Барт — Богуслав XIII, герцог (1569—1605)
    - Померания-Вольгаст — Эрнст Людвиг, герцог (1560—1592)
    - Померания-Дарлово — Барним X, герцог (1569—1600)
    - Померания-Штеттин (Щецин) — Иоганн Фридрих I, герцог (1569—1600)

  - Пруссия — Альбрехт Фридрих, герцог (1568—1618)
  - Пфальц — Фридрих IV, курфюрст (1583—1610)
    - Пфальц-Биркенфельд[англ.] — Карл I, пфальцграф[англ.] (1569—1600)
    - Пфальц-Зиммерн-Шпонхайм[англ.] — Рихард, пфальцграф[англ.] (1569—1598)
    - Пфальц-Зульцбах — Отто Генрих, пфальцграф (1569—1604)
    - Пфальц-Нойбург — Филипп Людвиг, пфальцграф (1569—1614)
    - Пфальц-Цвейбрюккен — Иоганн I, пфальцграф (1569—1604)
    - Пфальц-Цвейбрюккен-Фоэнштраус-Паркштайн[англ.] — Фридрих, пфальцграф[англ.] (1569—1597)

  - Савойя — Карл Эммануил I, герцог (1580—1630)
  - Саксония — Кристиан I, курфюрст (1586—1591)
    - Саксен-Веймар — Фридрих Вильгельм I, герцог (1573—1602)
    - Саксен-Кобург — 
      - Иоганн Казимир, герцог (1572—1633)
      - Иоганн Эрнст, герцог (1572—1596)

    - Саксен-Ратцебург-Лауэнбург — 
      - Франц II, герцог (1581—1619)
      - Морис, герцог (1581—1612)

  - Трирское курфюршество — Иоганн фон Шёненберг, курфюрст (1581—1599)
  - Чехия — Рудольф II, король (1576—1611)
    - Силезские княжества —
      - Бжегское княжество — Барбара Бранденбургская, княгиня (1586—1595)
      - Волувское княжество — Иоганн Георг Олавский, князь (1586—1592)
      - Легницкое княжество — Фридрих IV Легницкий, князь (1571—1596)
      - Олавское княжество — Иоахим Фридрих Бжегский, князь (1586—1592, 1594—1602)
      - Олесницкое княжество — Карл II Мюнстербергский, князь (1565—1617)
      - Тешинское (Цешинское) княжество — Адам Вацлав, князь (1579—1617)

  - Шварцбург-Рудольштадт — Альбрехт VII, граф (1583—1605)
  - Юлих-Клеве-Берг — Вильгельм, герцог (1539—1592)
- Трансильвания — Жигмонд Батори, князь[англ.] (1581—1599, 1601—1602)
- Франция — 
  - Генрих III, король (1574—1589)
  - Генрих IV, король (1589—1610)
  - Арманьяк — 
    - Генрих III, король Наварры, граф (1572—1589)
    - в 1589 году (формально в 1607 году) присоединено к землям королевского домена

  - Овернь — 
    - Екатерина Медичи, графиня (1524—1569, 1574—1589)
    - Шарль де Валуа, граф (1589—1606)

  - Фуа — 
    - Генрих III, король Наварры, граф (1572—1589)
    - в 1589 году (формально в 1607 году) присоединено к землям королевского домена
- Швеция — Юхан III, король (1568—1592)
- Шотландия — Яков VI, король (1567—1625)

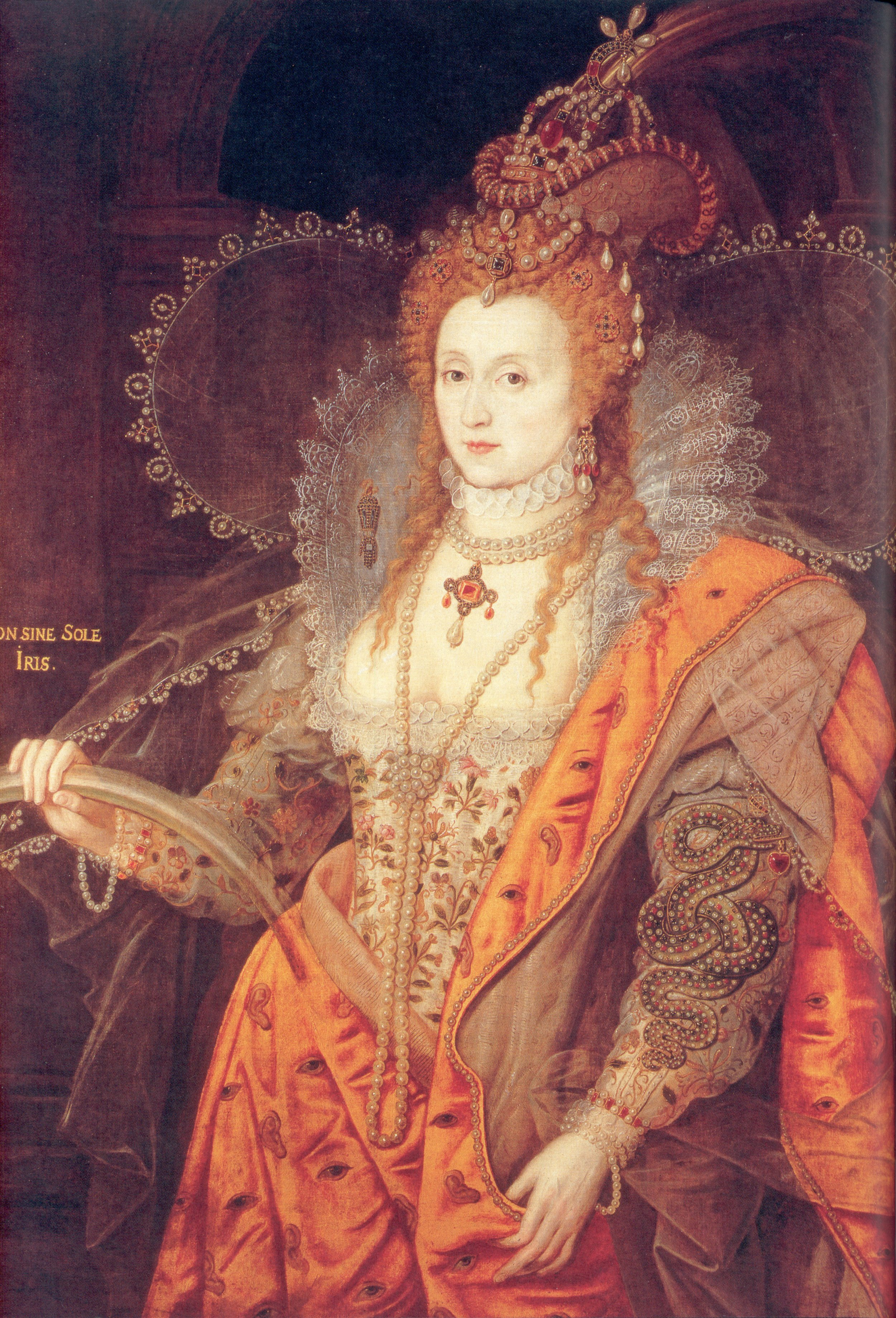
Елизавета I 1558-1603 Королева Англии
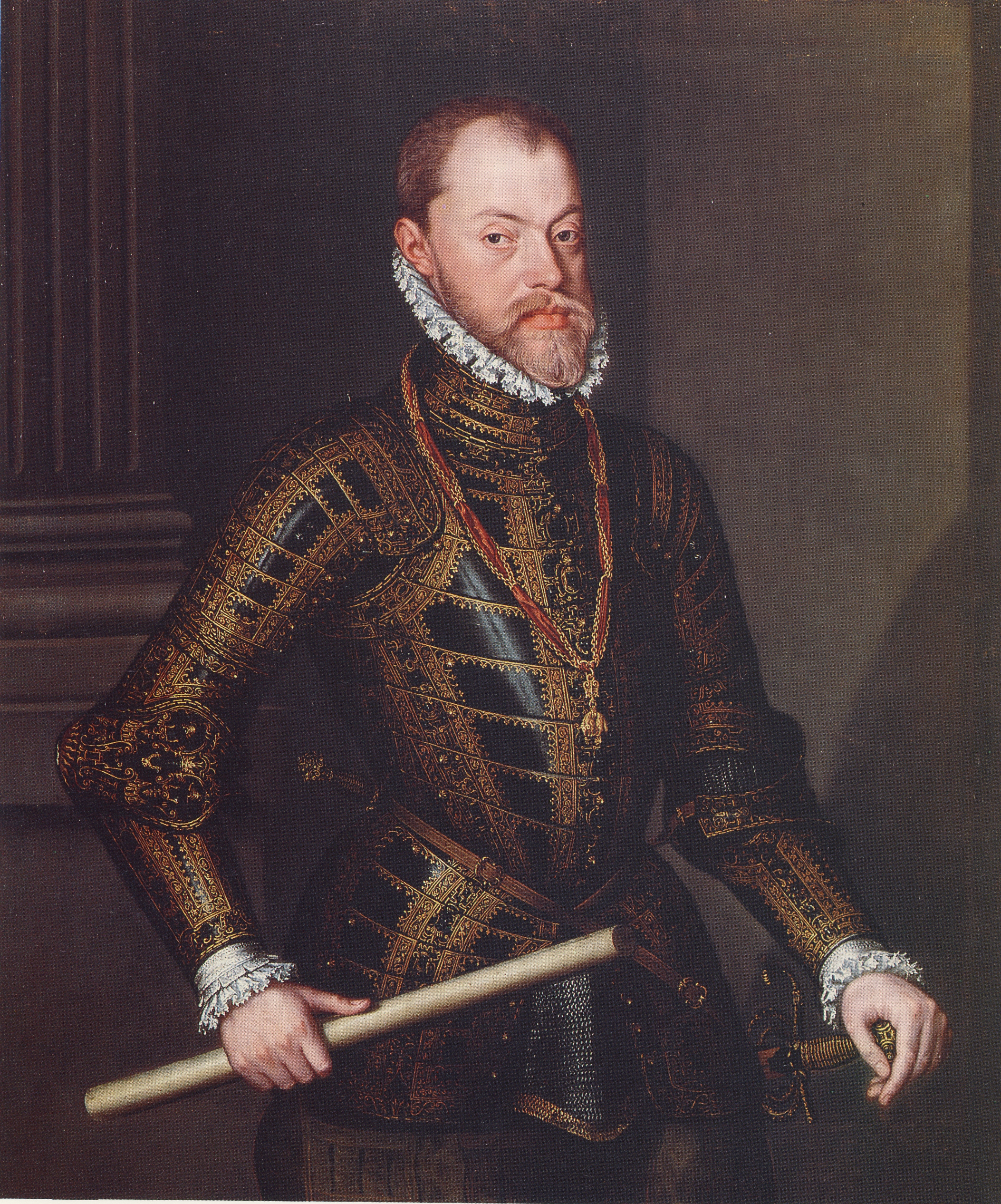
Филипп II 1581-1598 Король Испании и Португалии
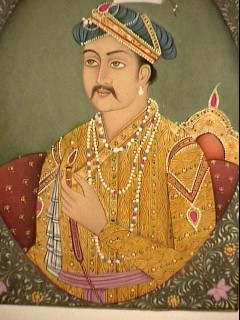
Акбар I Великий 1556-1605 Падишах империи Великих Моголов
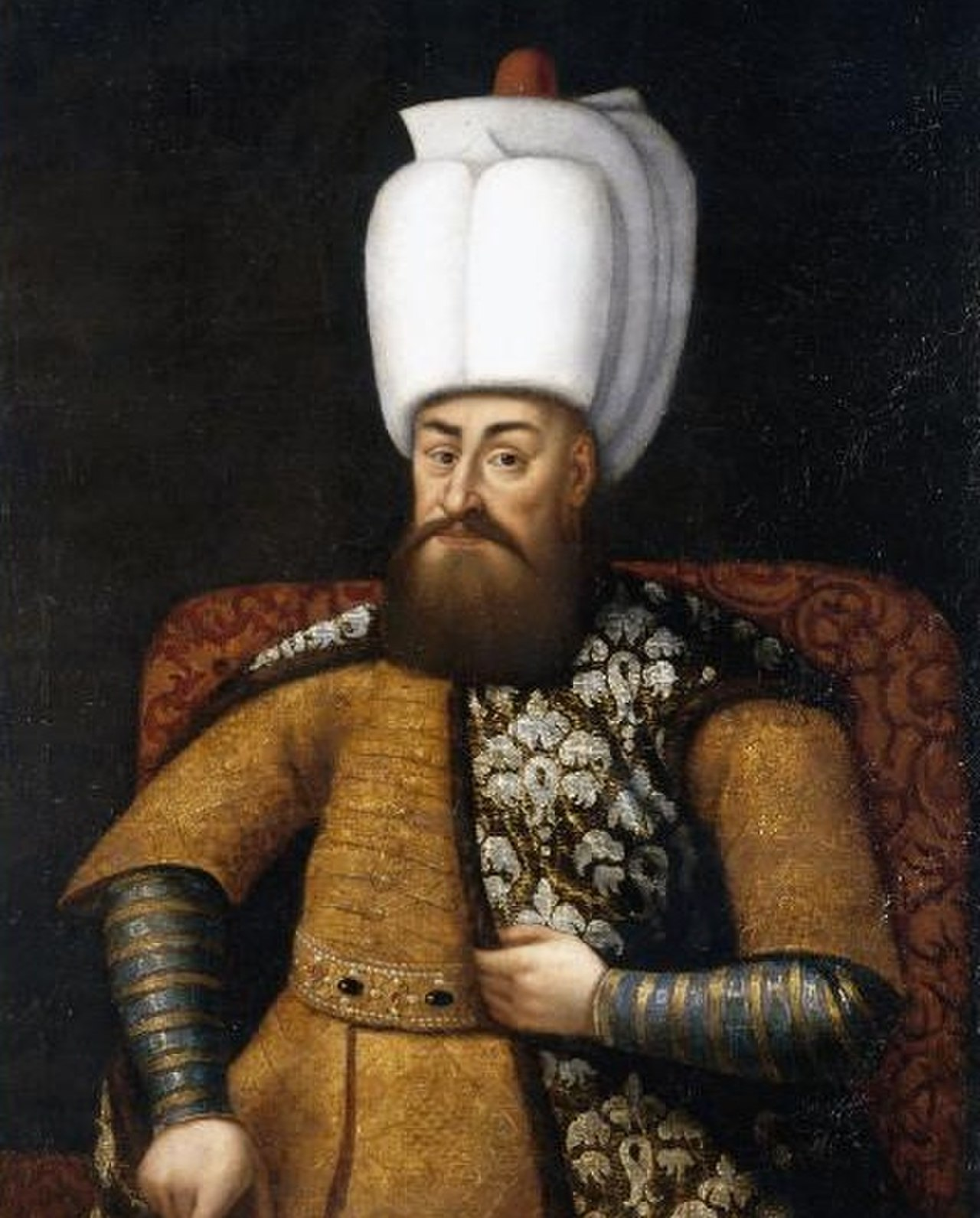
Мурад III 1574-1595 Османский султан
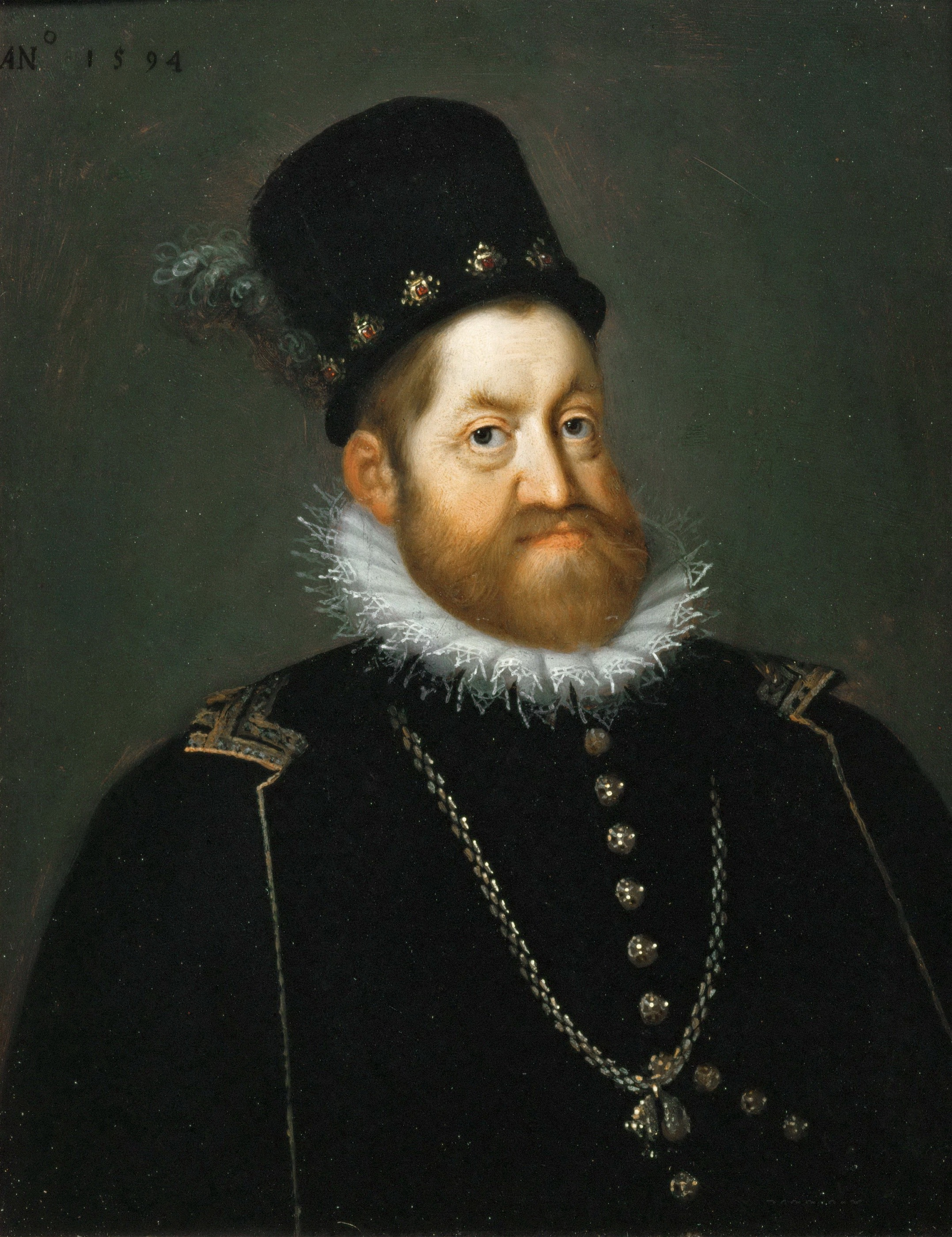
Рудольф II 1576-1612 Император Священной Римской империи, король Венгрии и Чехии
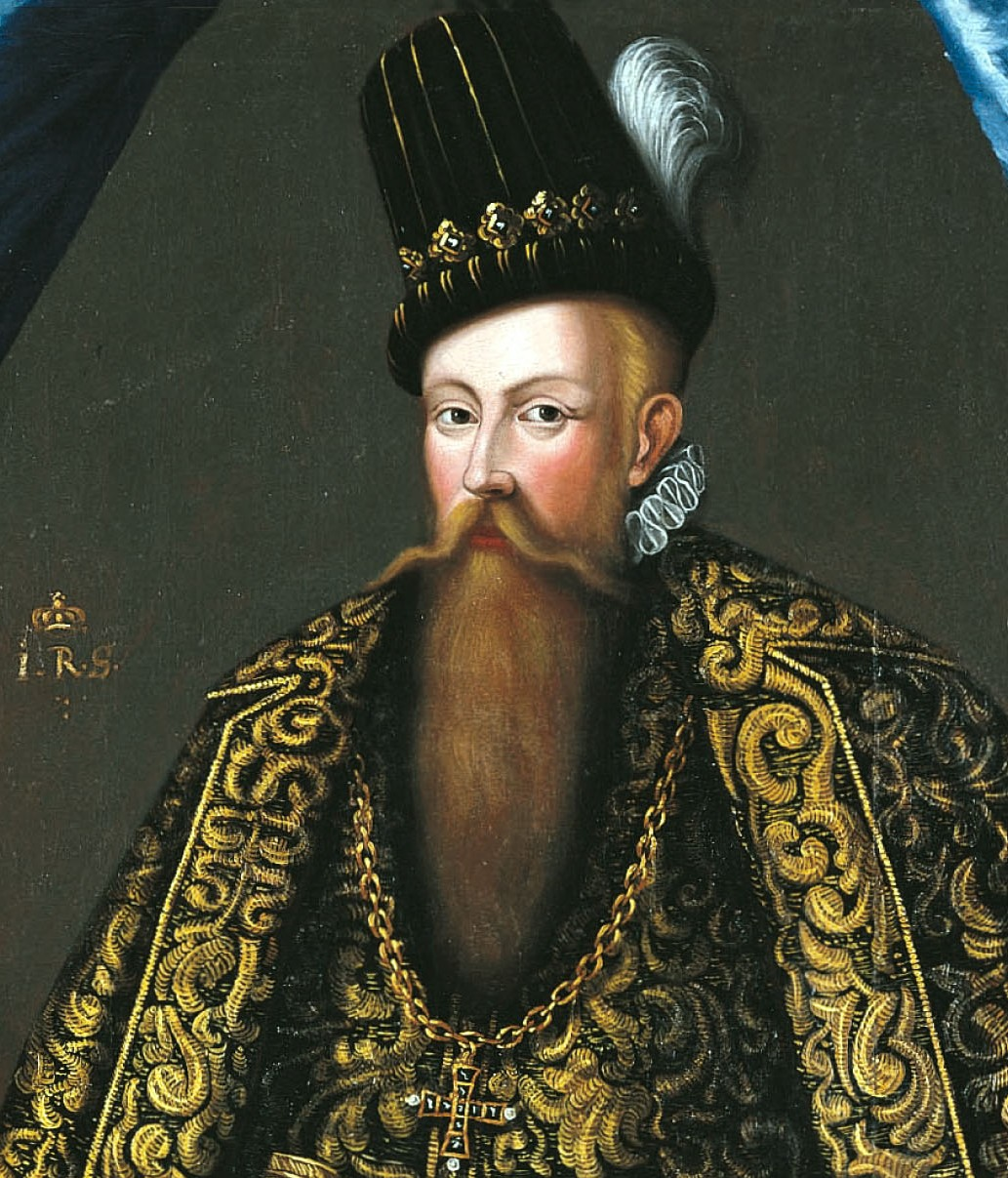
Юхан III 1568-1592 Король Швеции
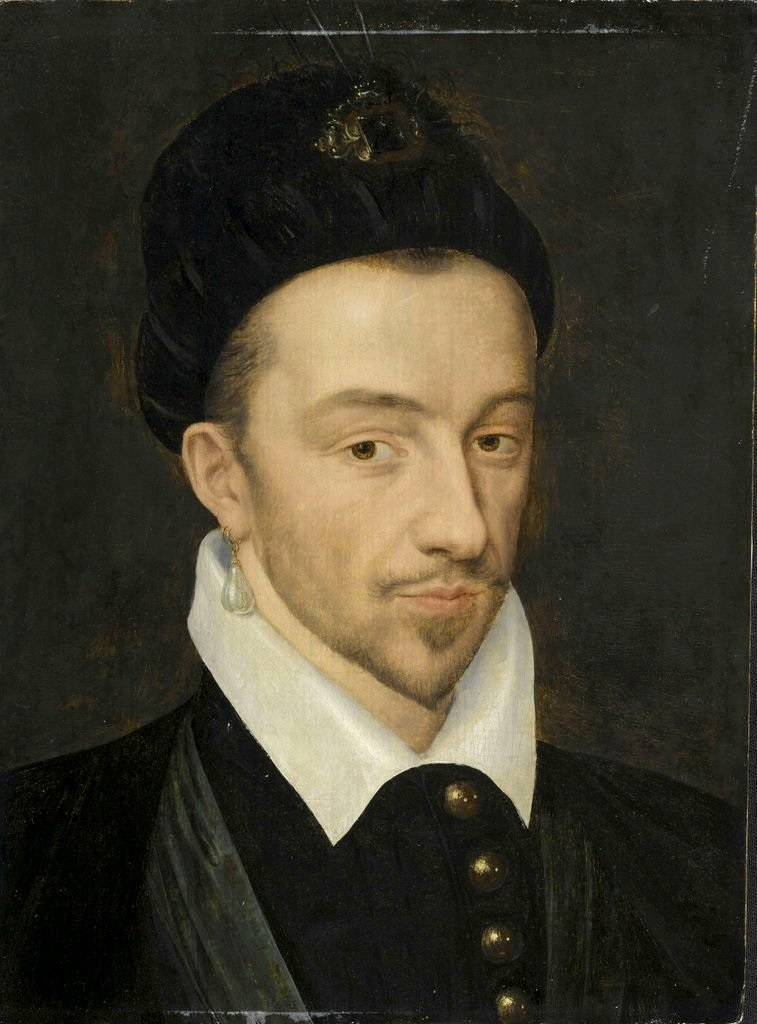
Генрих III 1574-1589 Король Франции
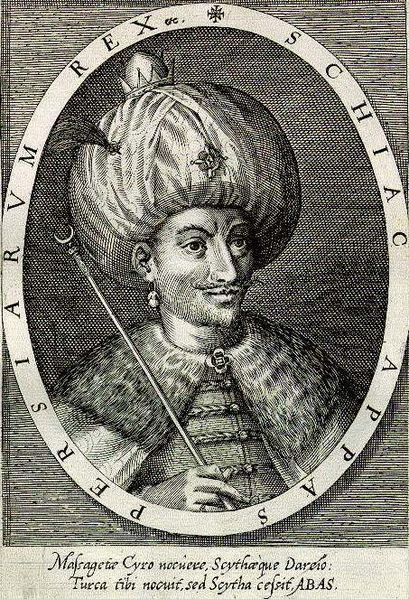
Аббас I Великий 1587-1629 Шахиншах Ирана
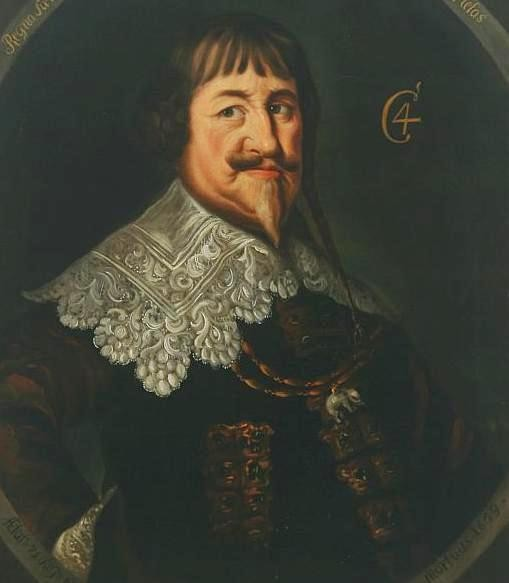
Кристиан IV 1588-1648 Король Дании и Норвегии
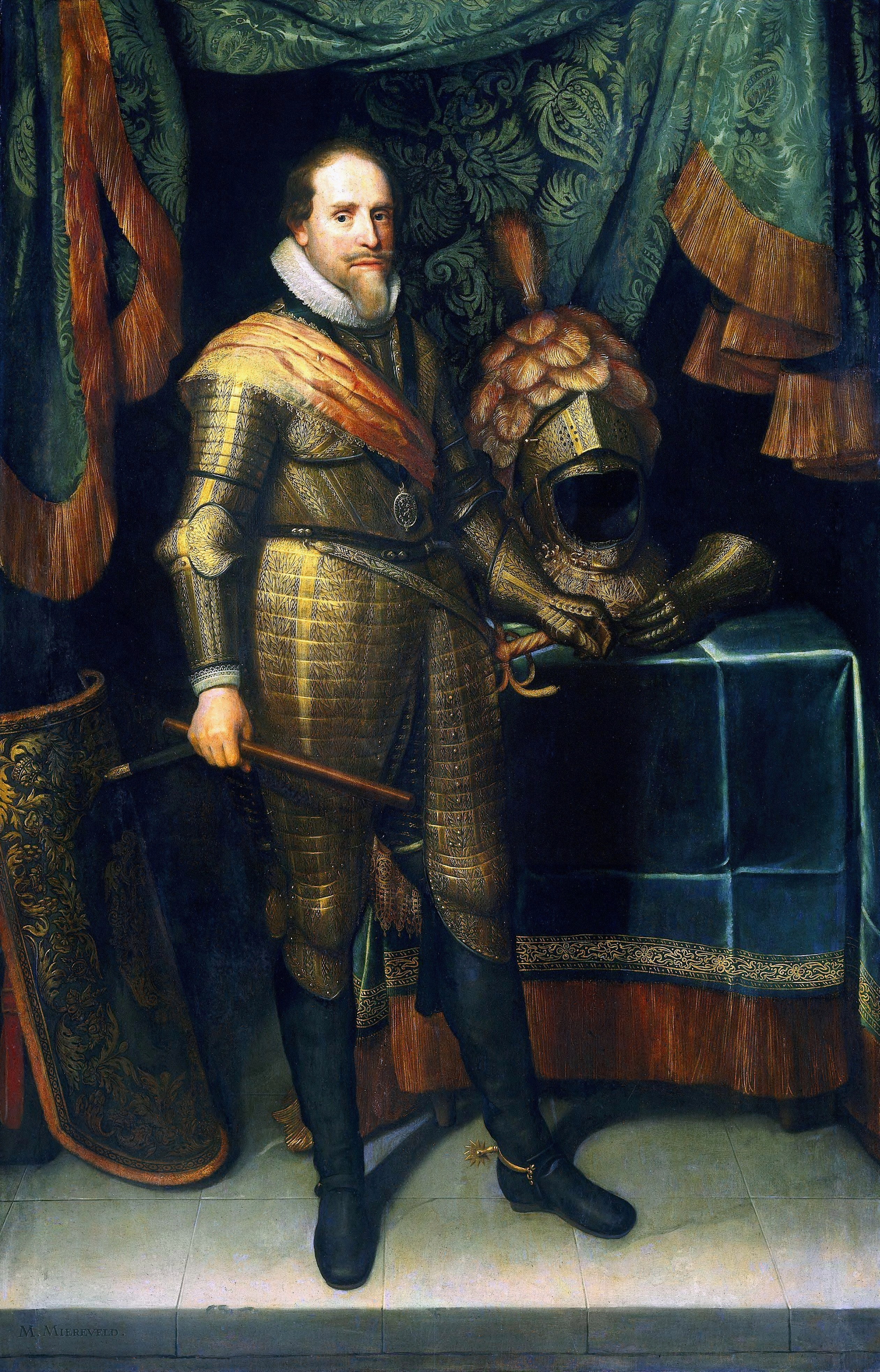
Мориц Оранский 1585-1625 Штатгальтер Нидерландов
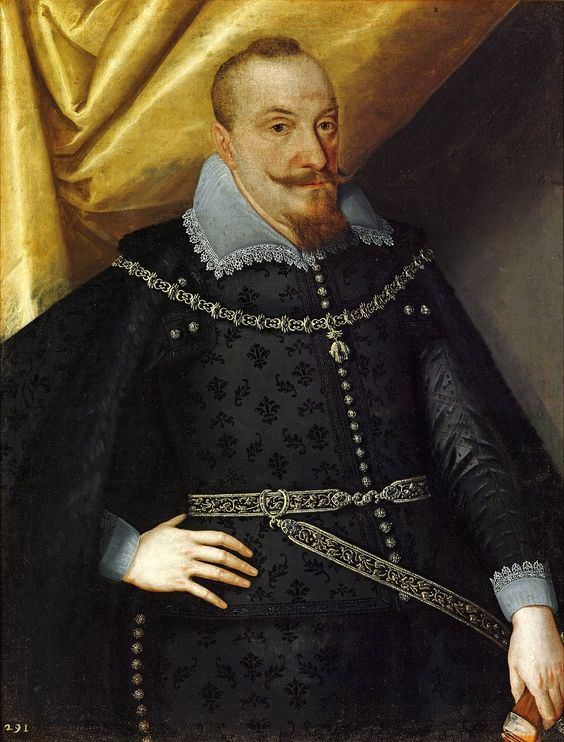
Сигизмунд III Ваза 1587-1632 Король Польши и Великий князь Литовский
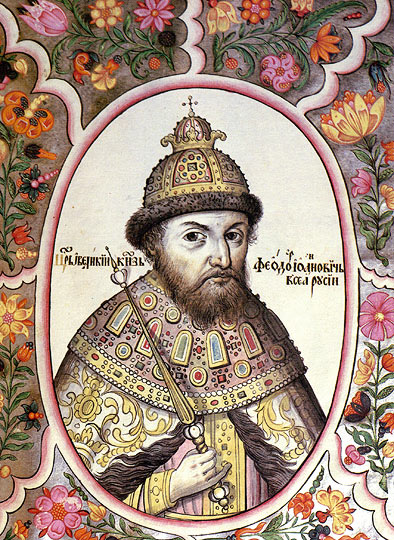
Федор Иванович 1584-1598 Царь всея Руси
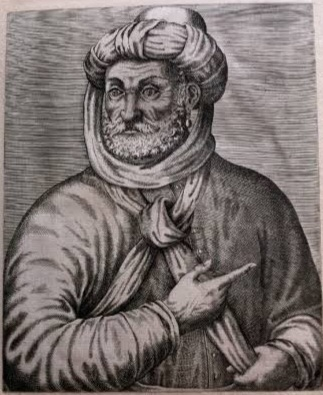
Ахмад II аль-Мансур 1578-1603 Султан Марокко
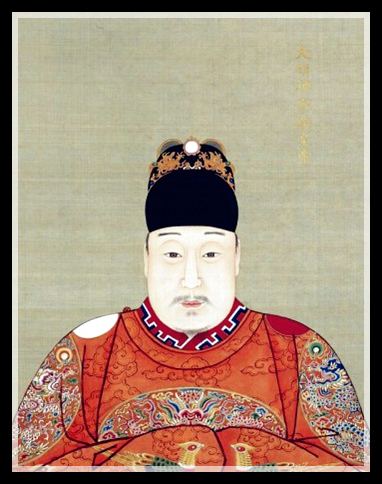
Ваньли 1572-1620 Император Китая
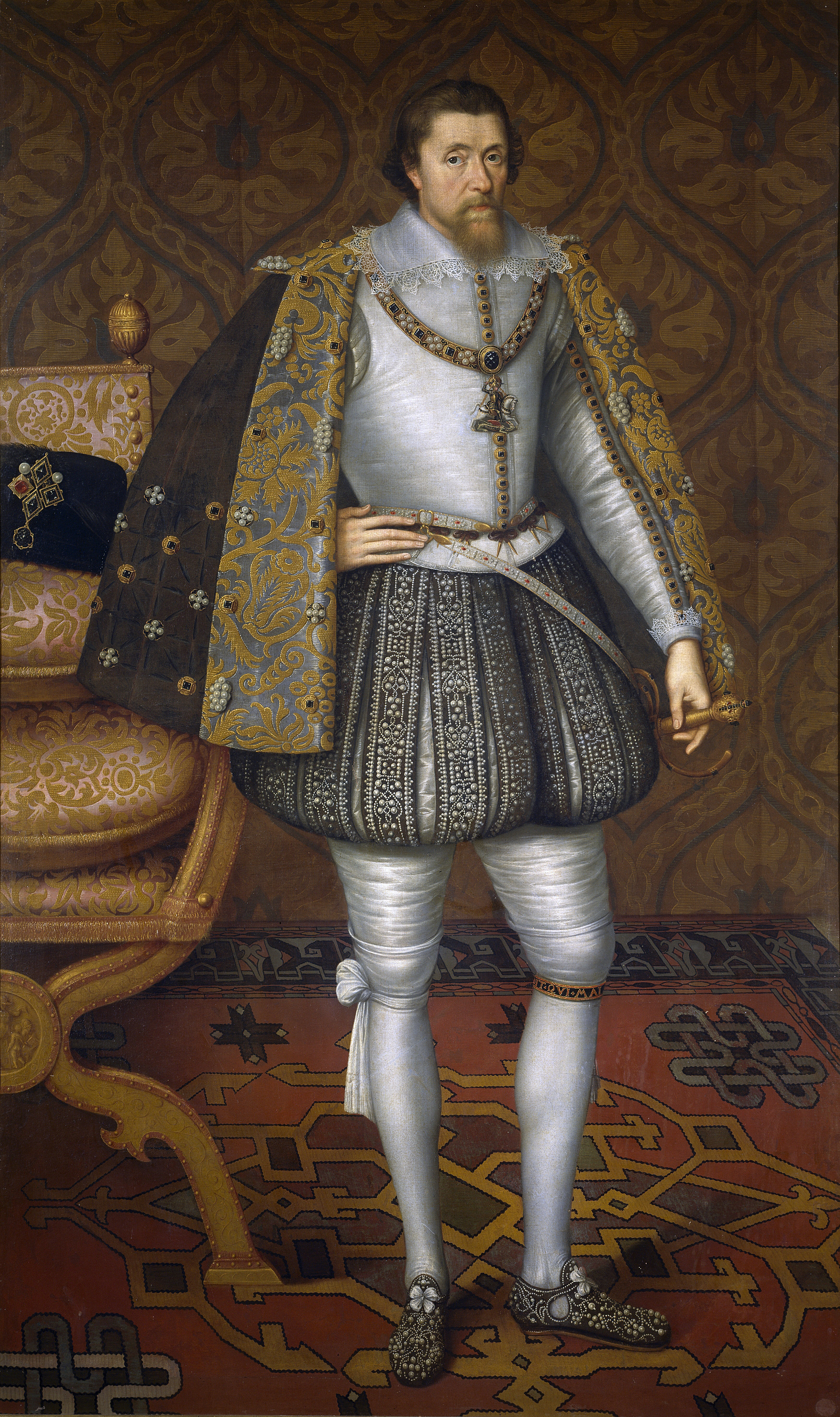
Яков VI Стюарт 1567-1625 Король Шотландии
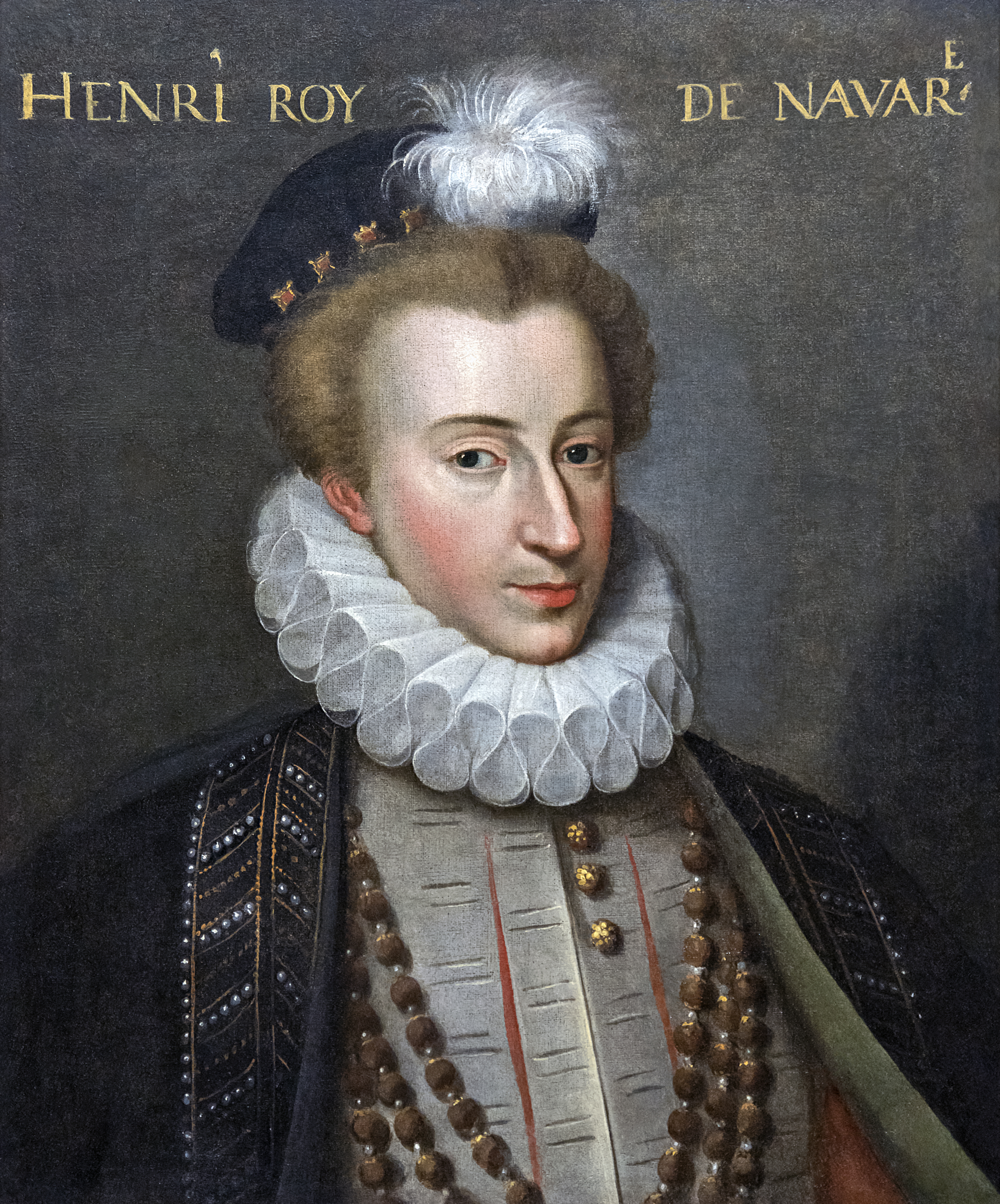
Генрих III 1572-1610 Король Наварры
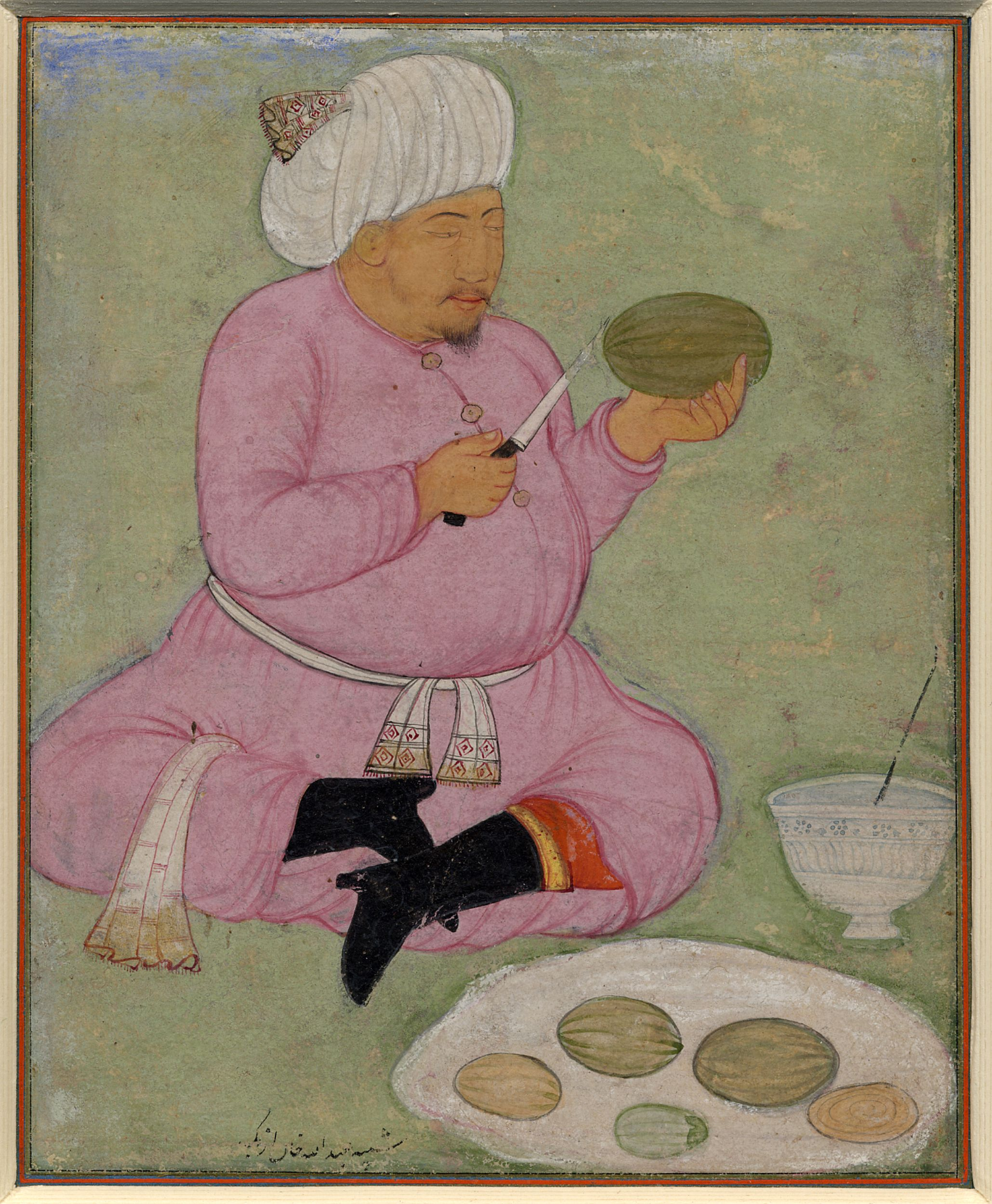
Абдулла II 1583-1598 Бухарский хан
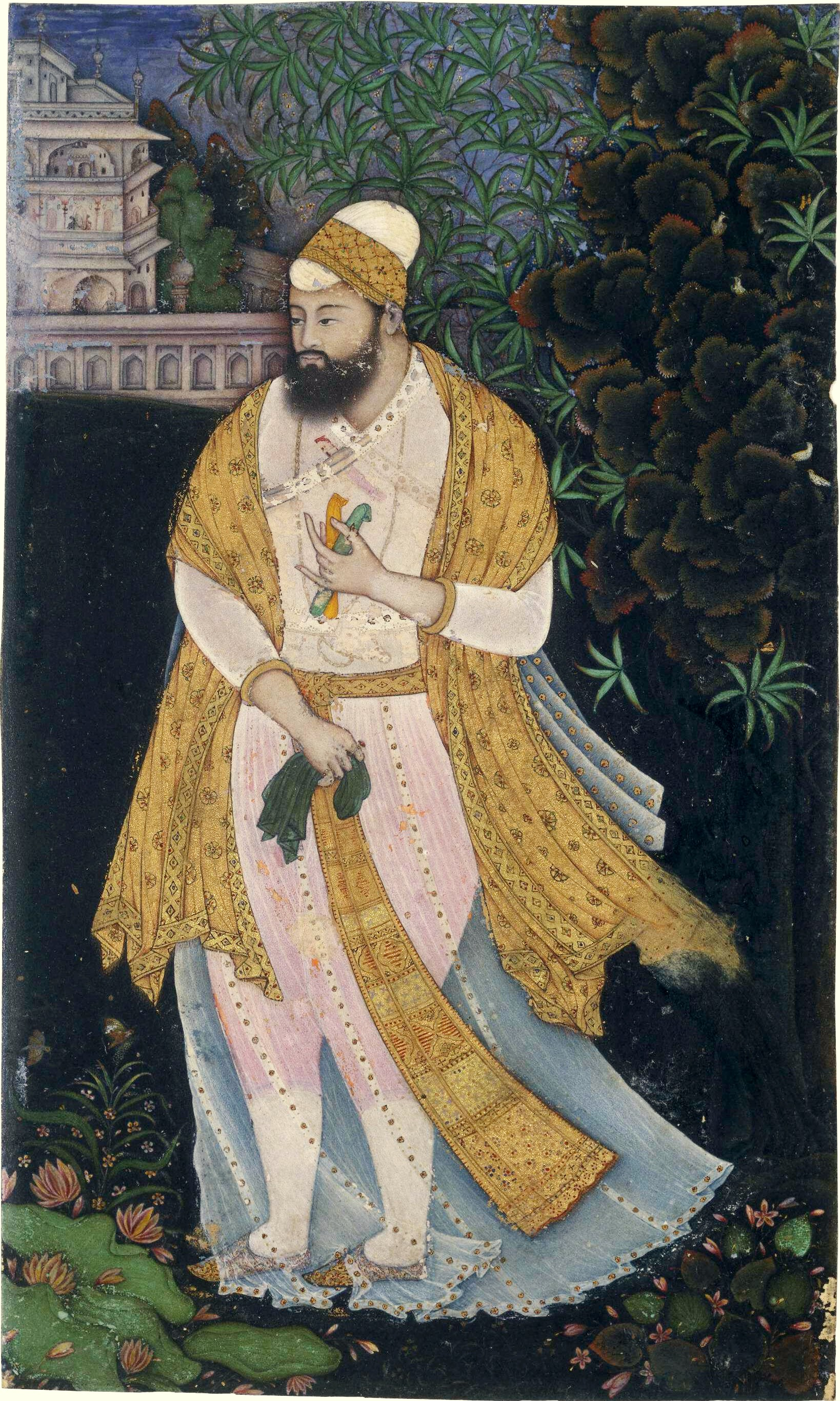
Ибрагим Адил Шах II 1580-1627 Султан Биджапура
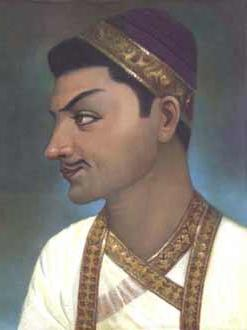
Мухаммад Кули Кутб-шах 1580-1611 Султан Голконды
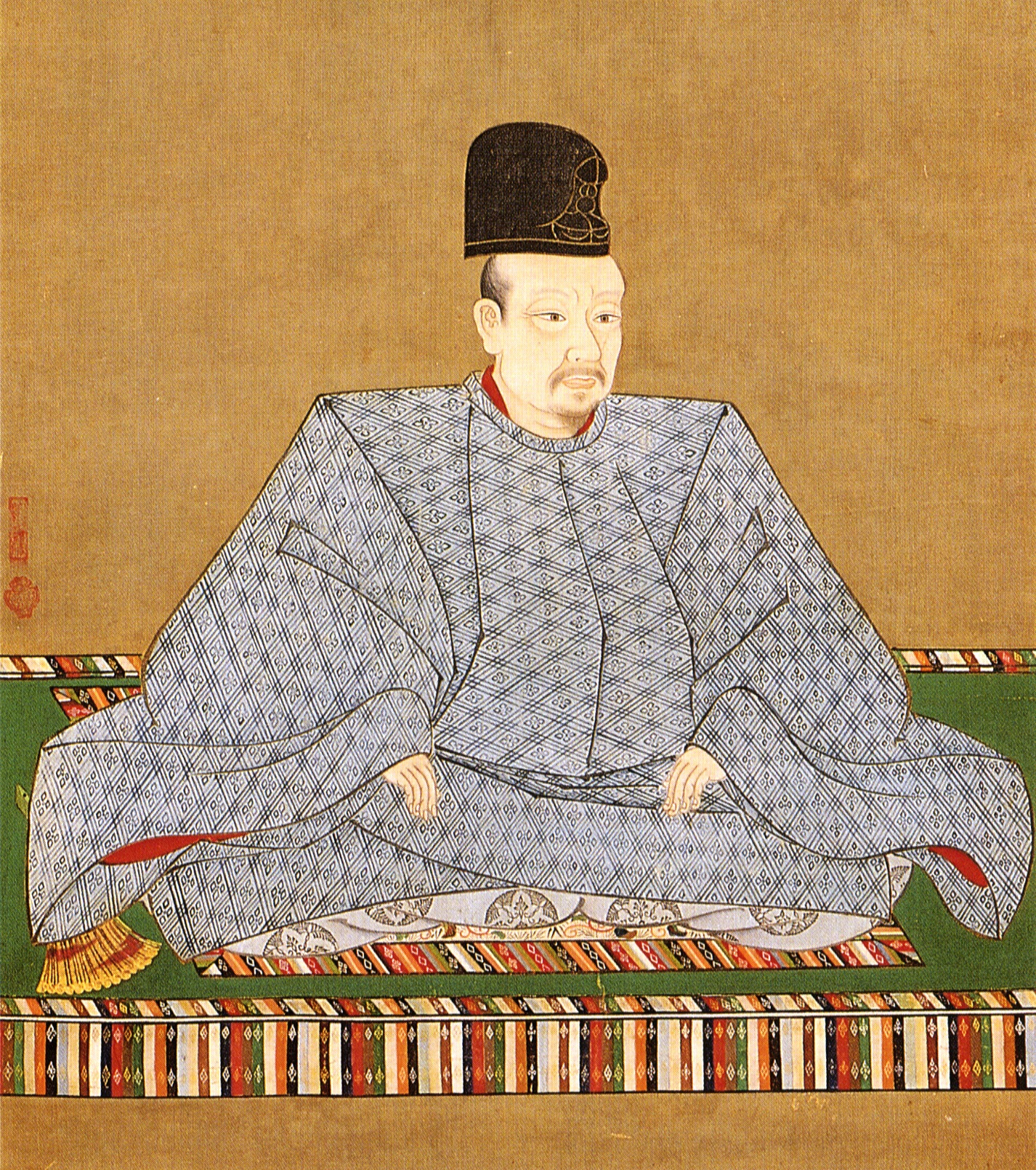
Катахито 1586-1611 Император Японии
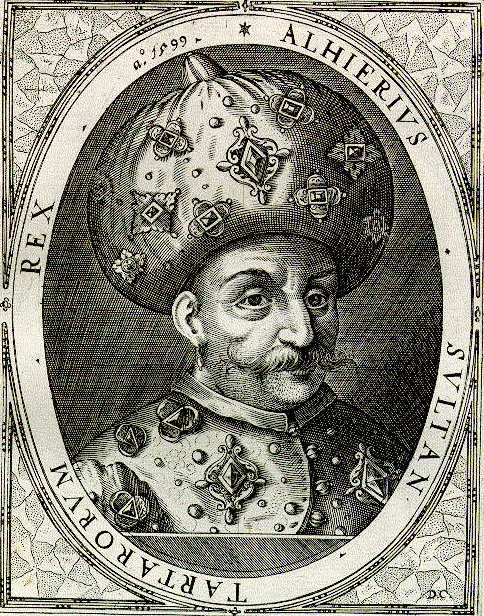
Газы II Герай 1588-1596, 1596-1607 Крымский хан
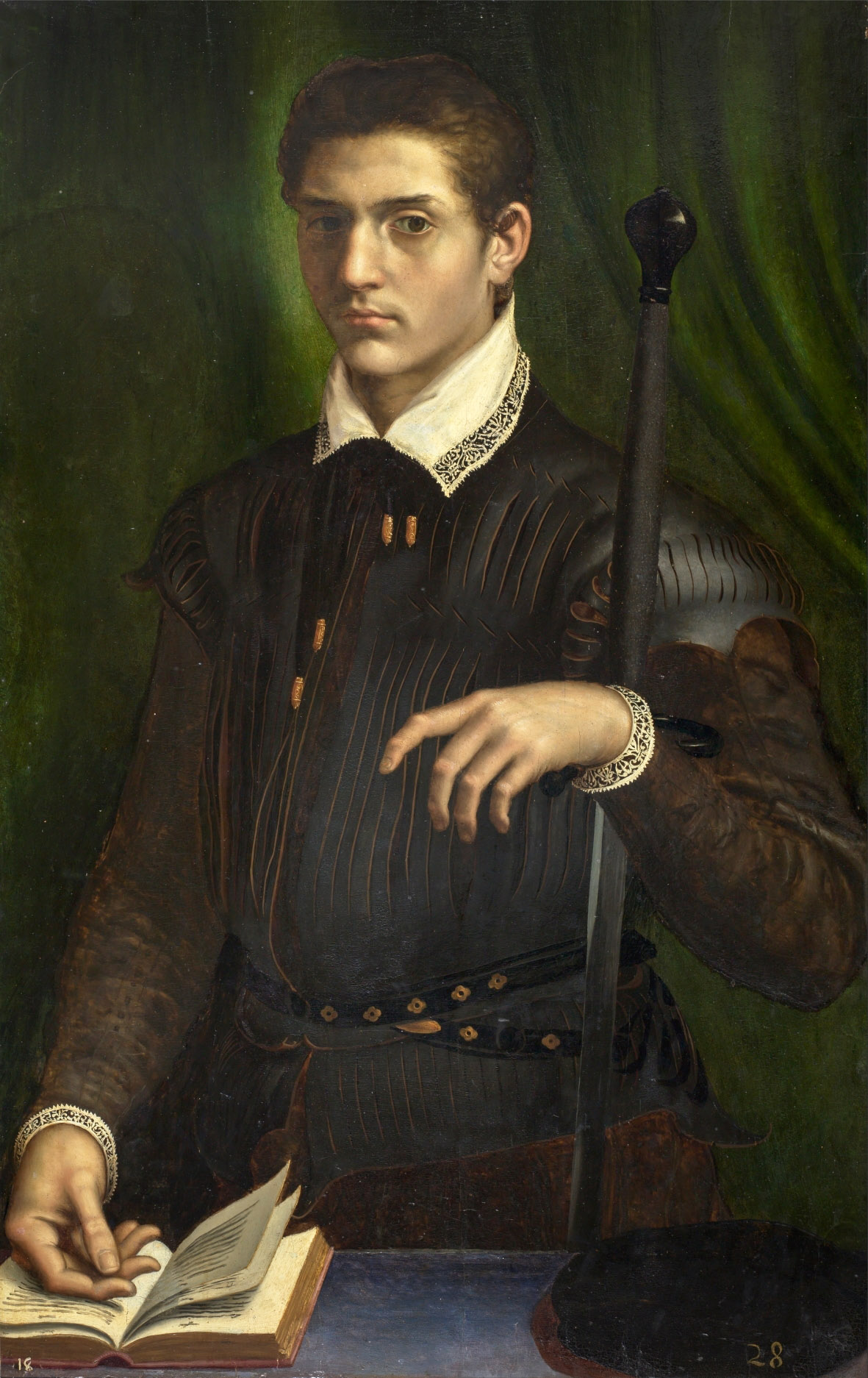
Альфонсо II д’Эсте 1559-1597 Герцог Модены, Феррары и Реджо
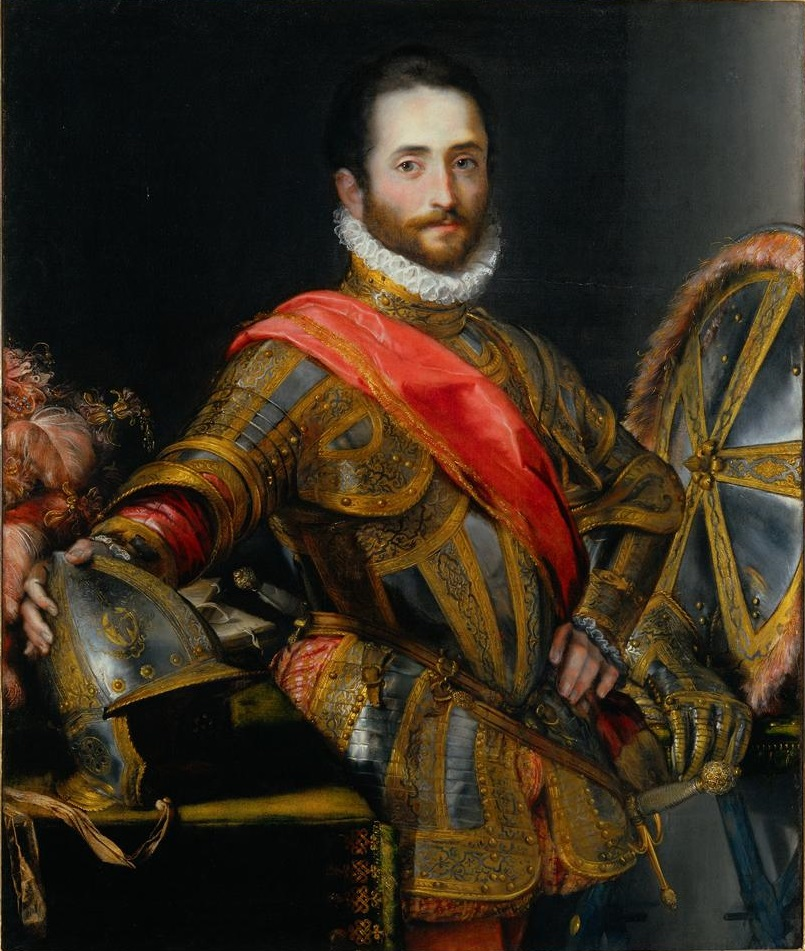
Франческо Мария II делла Ровере 1574-1621, 1623-1631 Герцог Урбино
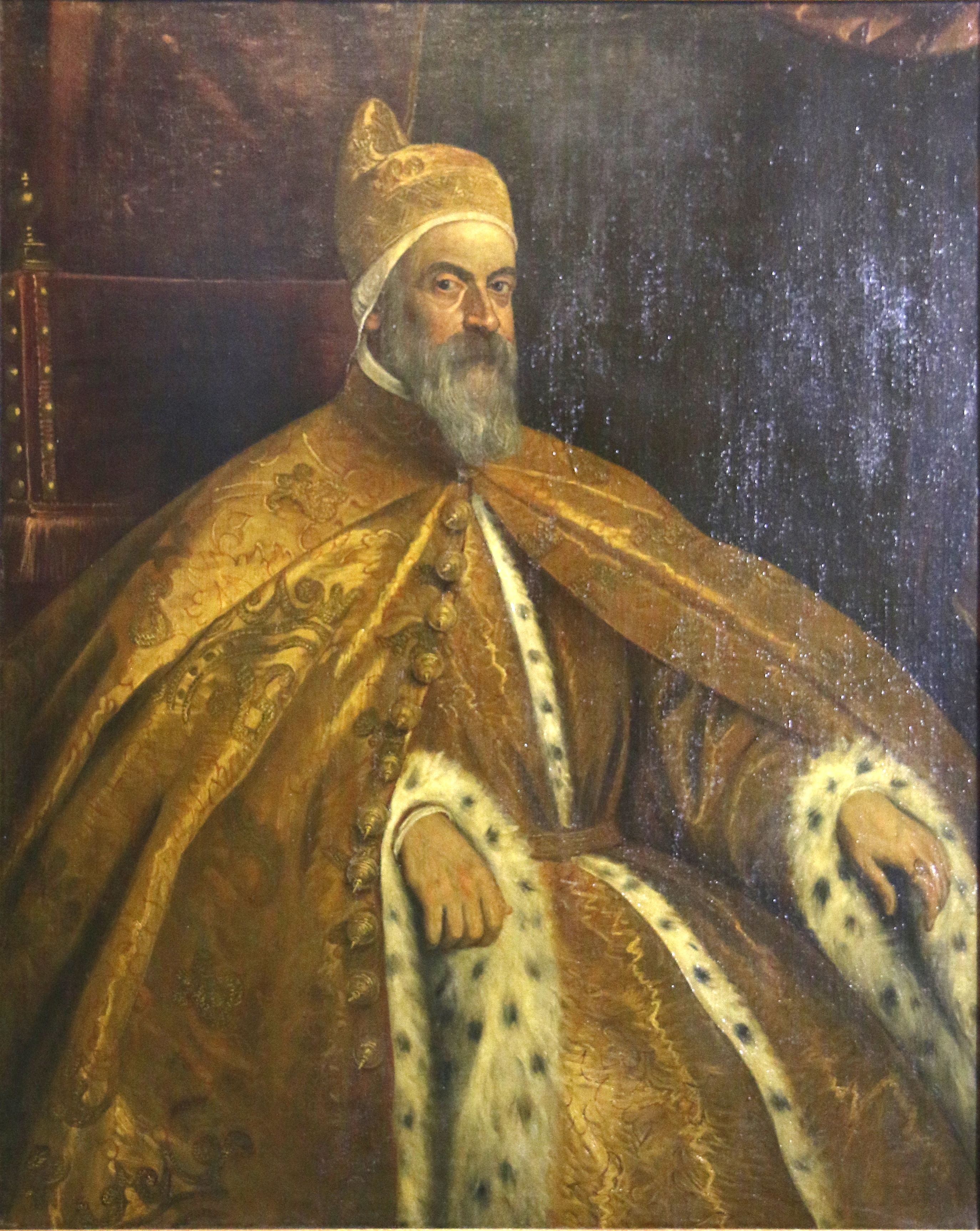
Паскуале Чиконья 1585-1595 Дож Венеции
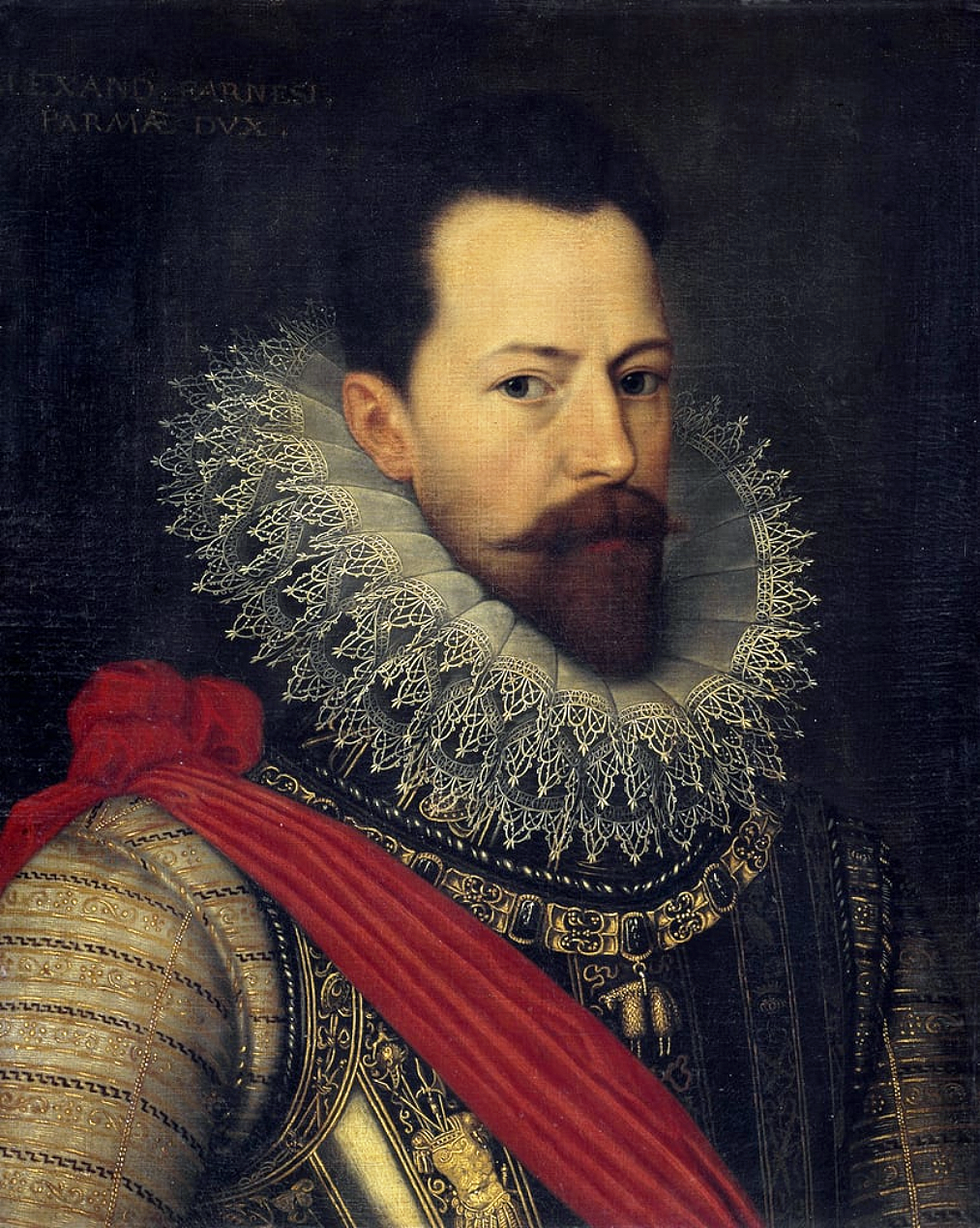
Алессандро Фарнезе 1586-1592 Герцог Пармский
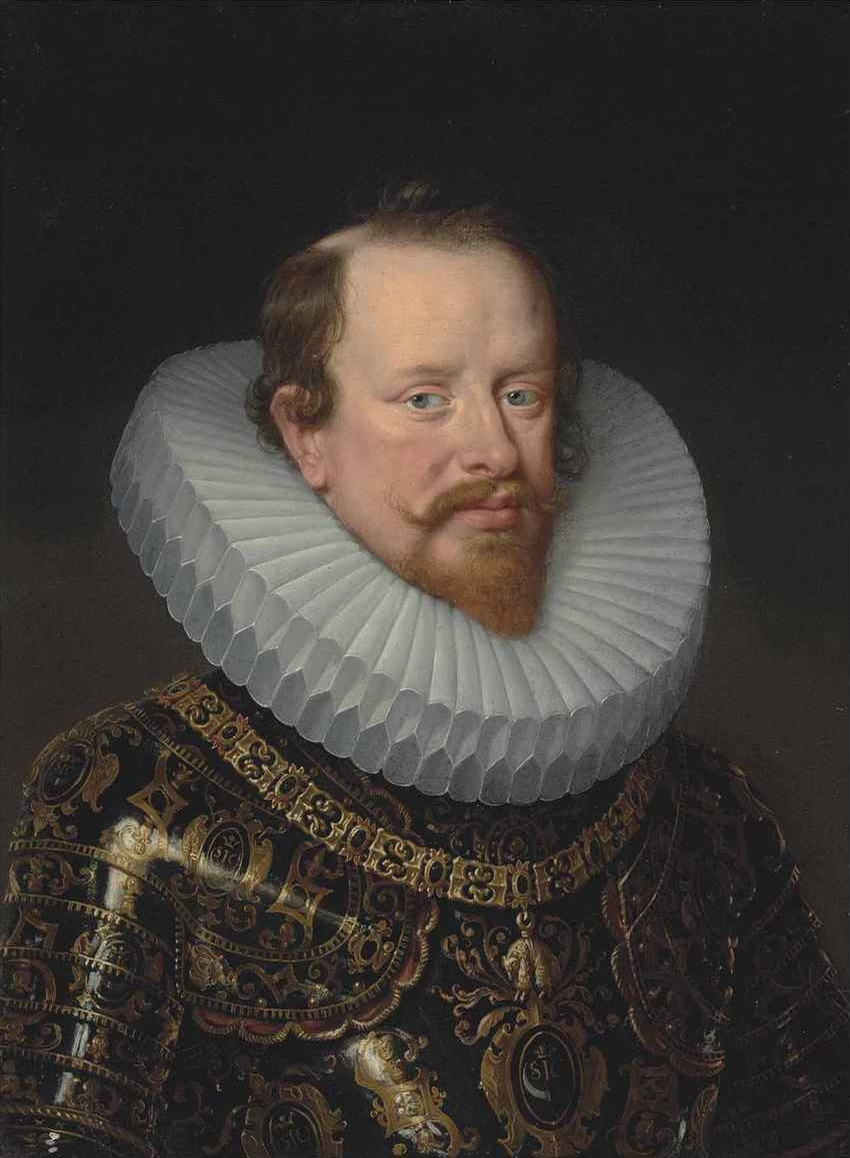
Винченцо I Гонзага 1587-1612 Герцог Мантуи
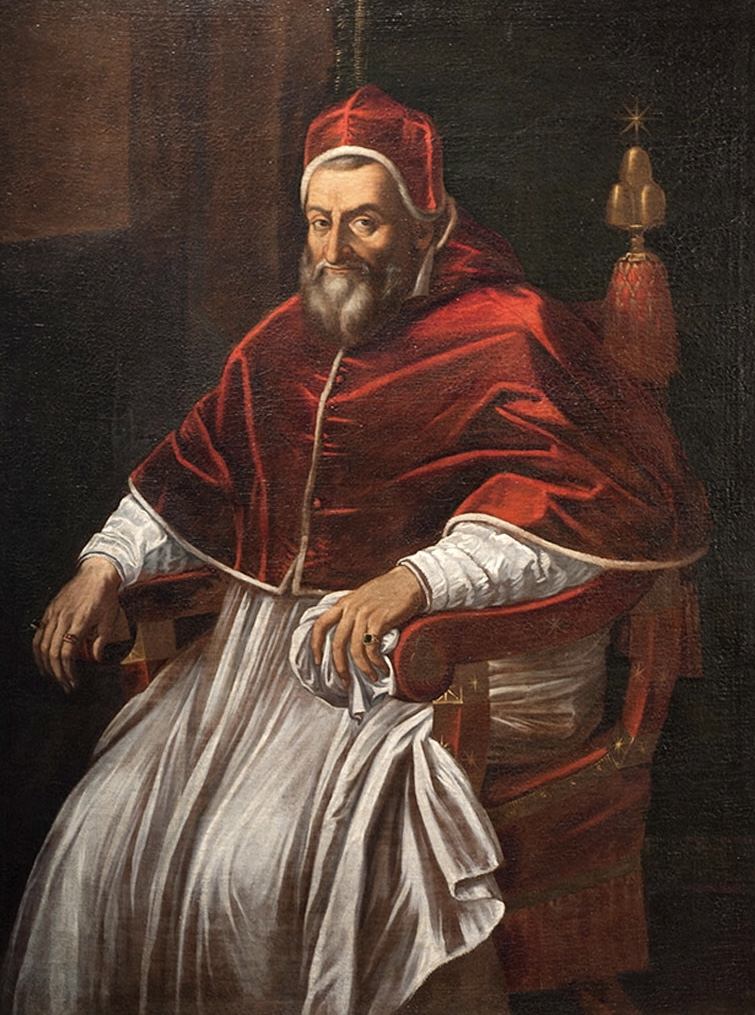
Сикст V 1585-1590 Папа Римский